# 奈良県道235号篠原宇井線
奈良県道235号篠原宇井線（ならけんどう235ごう しのはらういせん）は、奈良県五條市から吉野郡十津川村を経由して、五條市に至る一般県道である。

## 概要
五條市大塔町篠原から吉野郡十津川村を経由して、五條市大塔町宇井に至る。

### 路線データ
- 起点：奈良県五條市大塔町篠原
- 終点：奈良県五條市大塔町宇井（宇井交差点）

## 地理

### 通過する自治体
- 奈良県
  - 五條市 - 吉野郡十津川村 - 五條市

### 交差する道路
| 交差する道路 | 交差する場所 |
| ------------ | ------------ |
| 国道168号    | 大塔町宇井   |

### 沿線
- 舟ノ川
- 天ノ川